# Мария Лукреция де Медичи
Вижте пояснителната страница за други личности с името Мария де Медичи.
Мария Лукреция де Мèдичи (на италиански: Maria Lucrezia de' Medici; * 3 април 1540, Флоренция, Флорентинско херцогство; † 19 ноември 1557, Ливорно, пак там) е принцеса от Флорентинското херцогство.

## Произход
Тя е първото дете на Козимо I де Медичи (* 1519 † 1574), първи Велик херцог на Тоскана, и на съпругата му Елеонора ди Толедо (* 1522 † 1562). Нейни дядо и баба по бащина линия са кондотиерът Джовани дале Банде Нере и Мария Салвиати, а по майчина – дон Педро Алварес де Толедо и Сунига, вицекрал на Неапол, и Мария Осорио и Пиментел, маркиза на Вилафранка дел Биерсо. Козимо I де Медичи вече има една дъщеря – Бия, родена през 1536 г., но Мария е първата му законна дъщеря. Тя е най-голямата от единадесет деца и е кръстена на бабите си по бащина и по майчина линия. Има седем братя и три сестри:
- Франческо I (* 1541 † 1587), 2-ри Велик херцог на Тоскана
- Изабела (* 1542 † 1576), херцогиня на Брачано като съпруга на Паоло Джордано I Орсини
- Джовани (* 1543 † 1562), епископ на Пиза и кардинал от 31 януари 1560 г.
- Лукреция (* 1544 или 1545 † 1561), херцогиня на Ферара, Модена и Реджо като съпруга (1560) на Алфонсо II д’Есте
- Пиеро (Педрико) (* 1546 † 1547)
- Гарция (* 1547 † 1562)
- Антонио (* 1548 † 1548)
- Фердинандо I (* 1549 † 1609), кардинал от 1562 г., след смъртта на брат си Франческо I става 3-ти Велик херцог на Тоскана (1587)
- Анна (* / † 1553)
- Пиетро, понякога наричан Пиеро или Педро и известен в Испания като Дон Педро (* 1554 † 1604), военен, генерал и политик.

Освен това има една  полусестра от втория брак на баща си и един полубрат и две полусестри от негови извънбрачни връзки.

## Биография
Мария е възпитана от майка си като истинска принцеса, според испанския дворцов церемониал. Детството ѝ преминава в Палацо Векио, където цари княжеска пищност, необичайна за Флоренция. Получава добро образование. Нейни учители са секретарят на баща ѝ – писателят Пиер Франческо Ричо, писателят Антонио Анджели да Барга и филологът Пиеро Ветори. Мария владее латински, старогръцки, френски и испански. По време на обучението си принцесата показва големи интелектуални способности. На 12-годишна възраст тя не само цитира речите на Цицерон и поемите на Вергилий, но демонстрира дълбоко разбиране на текста. Тя е запозната с произведенията на Омир и с философията на Аристотел. Хронистите от онова време съобщават как тя е успяла да говори свободно испански, научена от собствената ѝ майка и усъвършенствана под ръководството на иберийски учители. Когато брат ѝ Франческо не разбира урока си по старогръцки, учителите му викват Мария да му го обясни. Мария се държи някак настрана от по-малките си братя и сестри. Тя израства като елегантна, високообразована и благородна млада жена.
Нейната сватба вече е уредена в ранна възраст, като официално я сгодяват за Алфонсо д'Есте, бъдещия херцог на Ферара, Модена и Реджо под името Алфонсо II. Сватба няма, защото през ноември 1557 г. 17-годишната Мария умира в Ливорно, вероятно поразена от маларийна треска поради заразените блата, които тогава заобикалят малкото рибарско селище, което се превръща в голямо пристанище едва няколко десетилетия по-късно. След това Алфонсо се жени за сестра ѝ Лукреция, за която се подозира, че е отровена от самия Алфонсо. Тленните останки на Мария са погребани в оратория на Старата крепост в Ливорно. Козимо I е особено привързан към най-голямата си дъщеря. Той скърби дълбоко за нея и пази портрета ѝ в спалнята си до смъртта си; освен нея той вече е загубил една дъщеря – (Бия, негова извънбрачна дъщеря, родена преди брака му с Елеонора). „Тя бе със същия характер като мен..“, казва Козимо за Мария, „и бе лишена от чист въздух“.
Почти веднага след смъртта ѝ се появяват слухове, че е била отровена по заповед на баща ѝ, защото е била благосклонна към херцогския паж от Дом Малатеста. Тази версия е изложена в историческите бележки от Франческо Сетимани, живял през XVIII век.

## В изкуството
Има ценен портрет на Мария от Аньоло Брондзино, нарисуван, когато тя е била на около седем или осем години, съхраняван в Уфици. Сред портретите на семейството на Козимо I, рисувани от Брондзино, нейният е един от най-тържествените: скъпоценната черна кадифена рокля, бродирана в злато и с яка от фина бяла копринена органза, подчертава ясния ѝ тен и внимателното ѝ и дълбоко изражение. Наборът от бижута е великолепен, особено перлите, които подчертават нейния княжески статус и днес представляват много ценно свидетелство за модата на времето.
Според някои изследователи Мария на 15-годишна възраст е изобразена заедно с по-малкия си брат на картината „Портрет на момиче с момче“ на същия художник. Платното се съхранява в Националната художествена галерия във Вашингтон.